# Zastava Socijalističke Federativne Republike Jugoslavije
Zastavu Socijalističke Federativne Republike Jugoslavije čine plava, bijela i crvena boja s petokrakom zvjezdicom u sredini. Plava boja simbolizira nebo, bijela boja slobodu, crvena krv prolivenu u narodnooslobodilačkom ratu, a petokraka komunizam.

## Federalna Narodna Republika Jugoslavija
- Zastava jugoslavenskih partizana i FNRJ (1942 – 1945), omjer 1:2
- Civilna zastava (1945–1946), omjer 1:2

## Republičke zastave
|                        |             |               |
| SR Bosna i Hercegovina | SR Hrvatska | SR Makedonija |
|                        |             |               |
| SR Crna Gora           | SR Srbija   | SR Slovenija  |

SAP Vojvodina i SAP Kosovo nisu imale zasebne zastave.